# Agapetus lepetimnos
Agapetus lepetimnos là một loài Trichoptera trong họ Glossosomatidae. Chúng phân bố ở miền Cổ bắc.